# Bandenbekämpfung

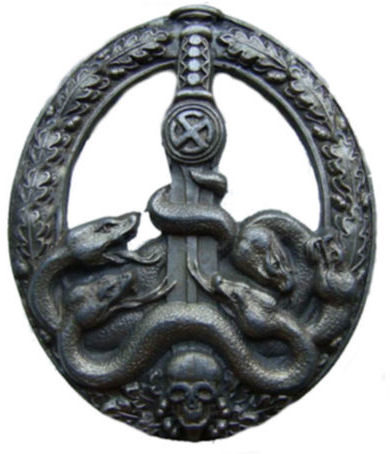
Odznaka za Walkę z Bandami przyznawana niemieckim żołnierzom w czasie II wojny światowej

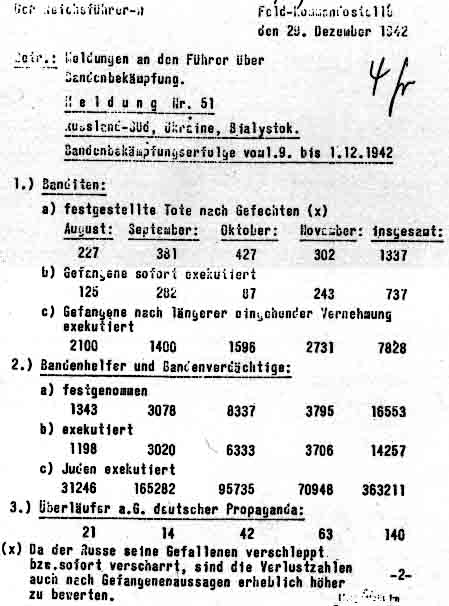
Raport Reichsführera-SS Heinricha Himmlera wyszczególniający egzekucje Żydów i „bandytów” w południowej Rosji, na Ukrainie i w Okręgu Białostockim, w okresie od 1 października do 1 grudnia 1942 roku

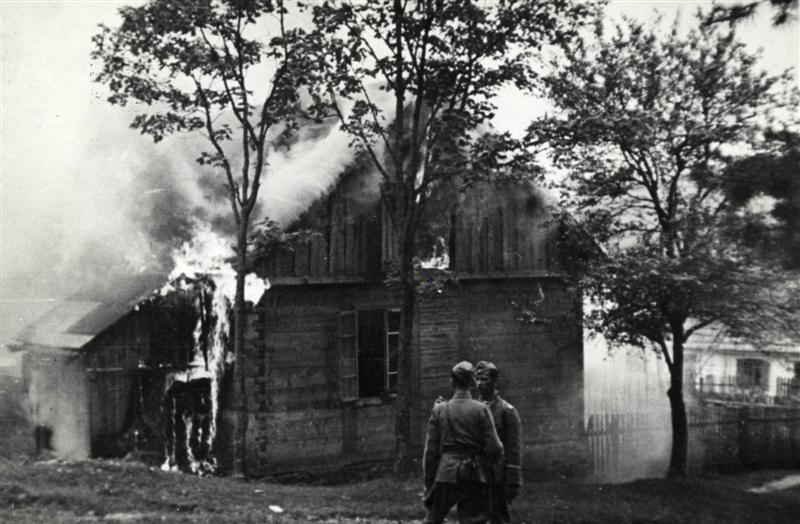
Pacyfikacja Michniowa

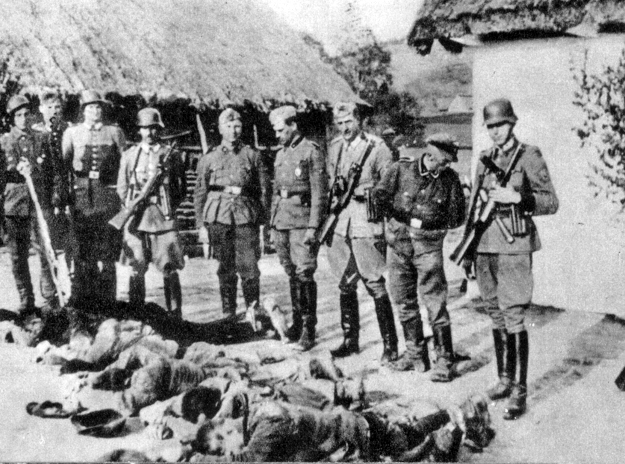
Zamordowani polscy rolnicy we wsi Barłogi w województwie lubelskim

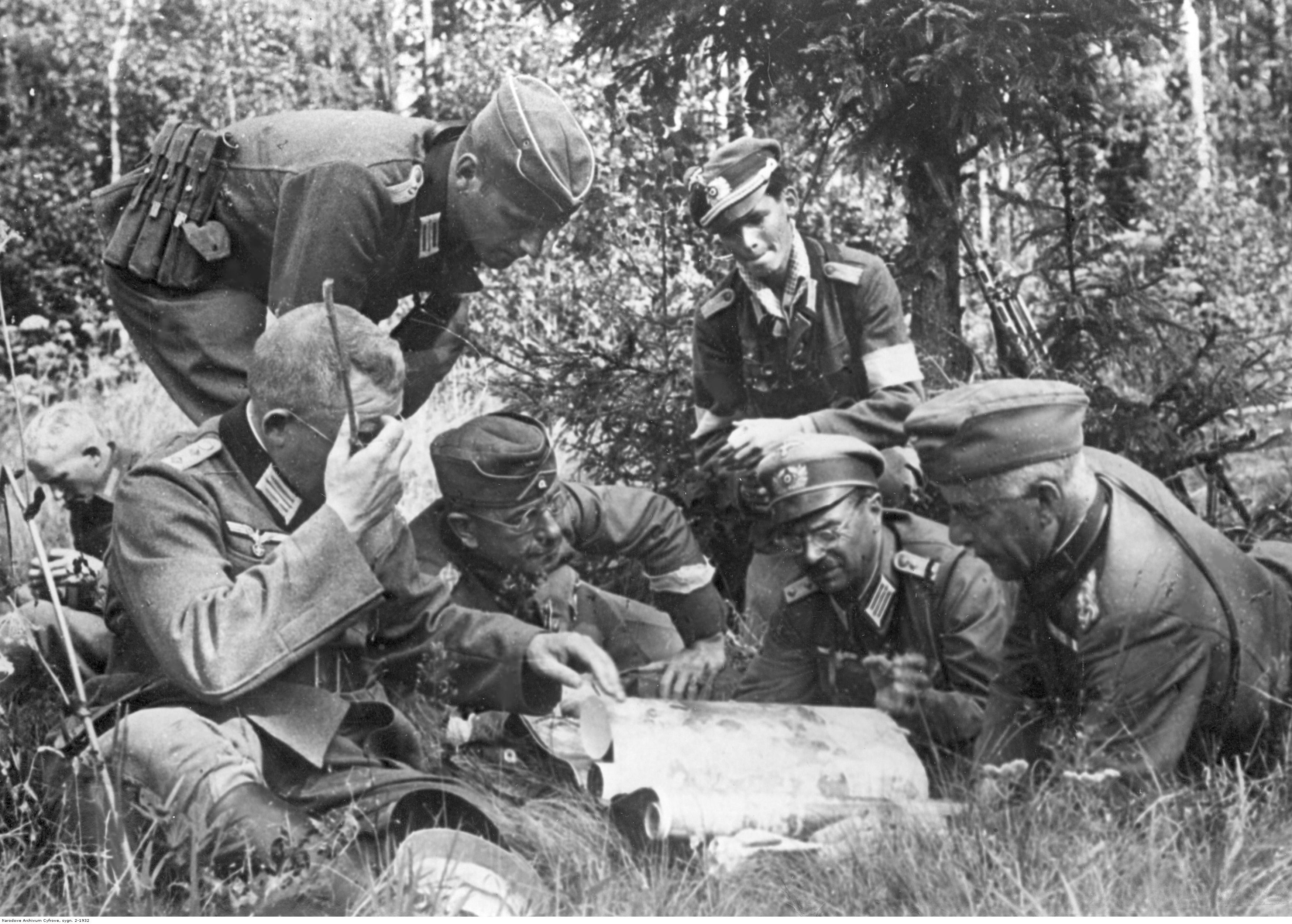
Narada oficerów Wehrmachtu w sprawie działań antypartyzanckich na froncie wschodnim

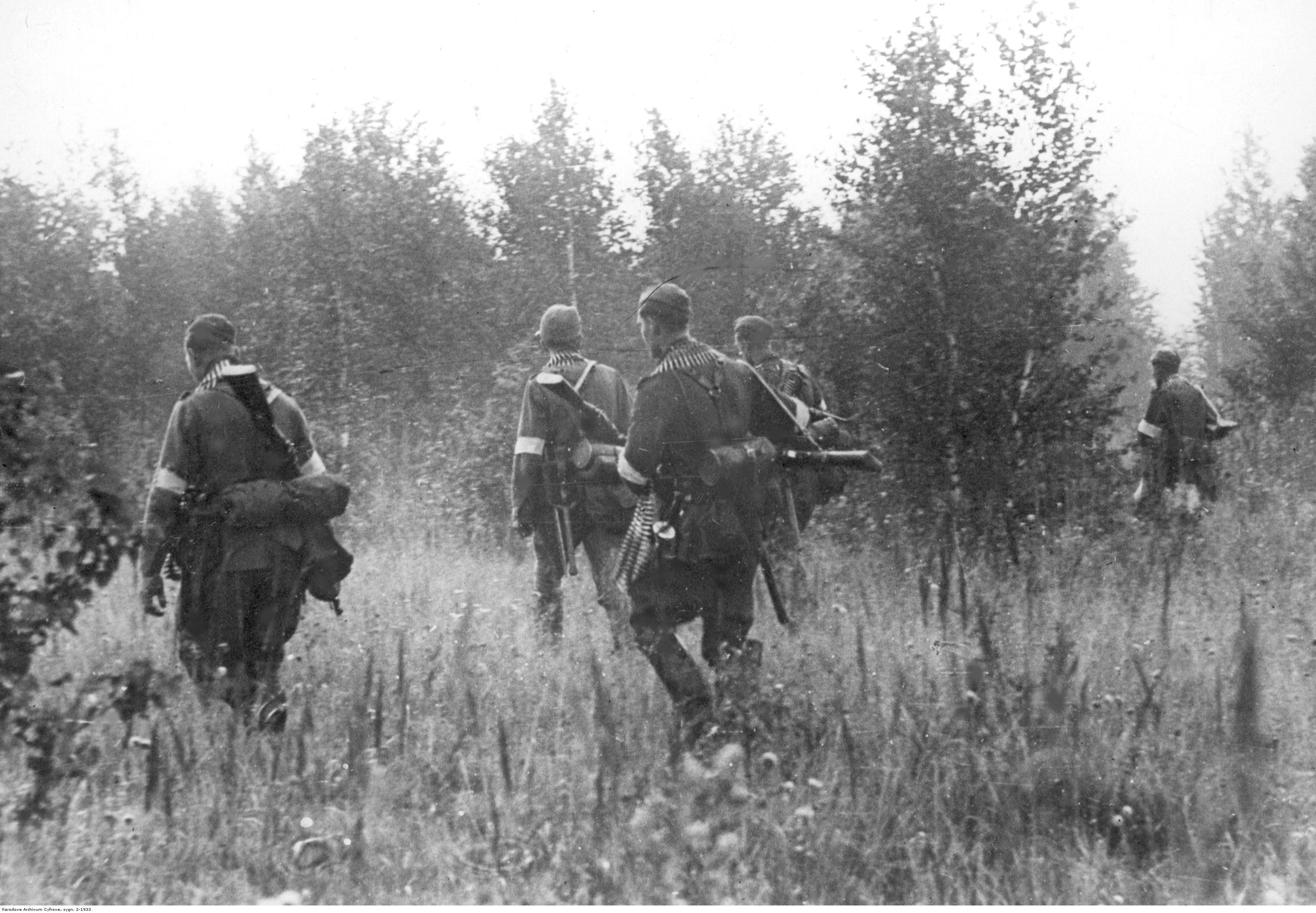
Przeczesywanie lasu przez niemieckich żołnierzy w poszukiwaniu partyzantów na froncie wschodnim

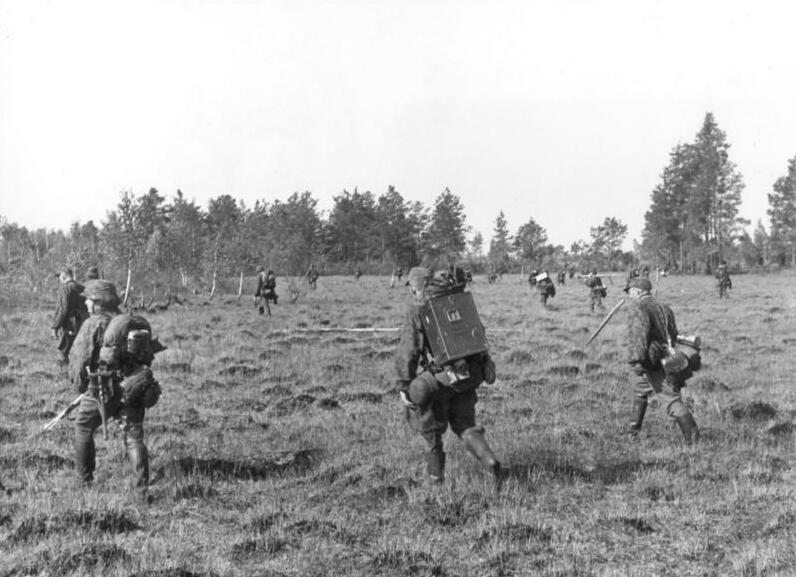
Żołnierze 8 Dywizji Kawalerii SS „Florian Geyer” w okolicach Mozyrza na Białorusi podczas akcji antypartyzanckiej

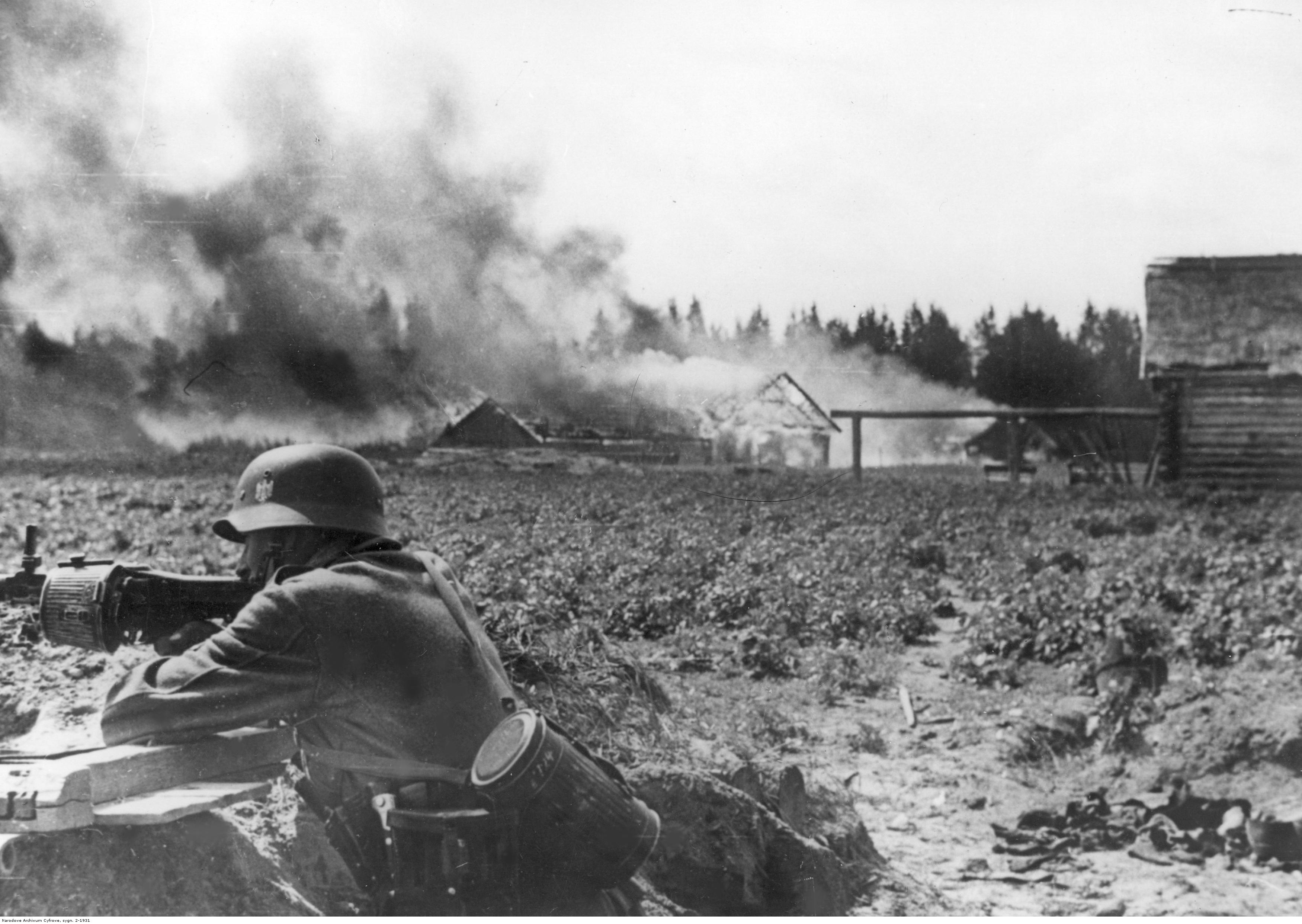
Akcja antypartyzancka na froncie wschodnim. Na pierwszym planie żołnierz niemiecki prowadzący ogień z karabinu maszynowego MG 34 z magazynkiem bębnowym. Na drugim planie płonąca wieś

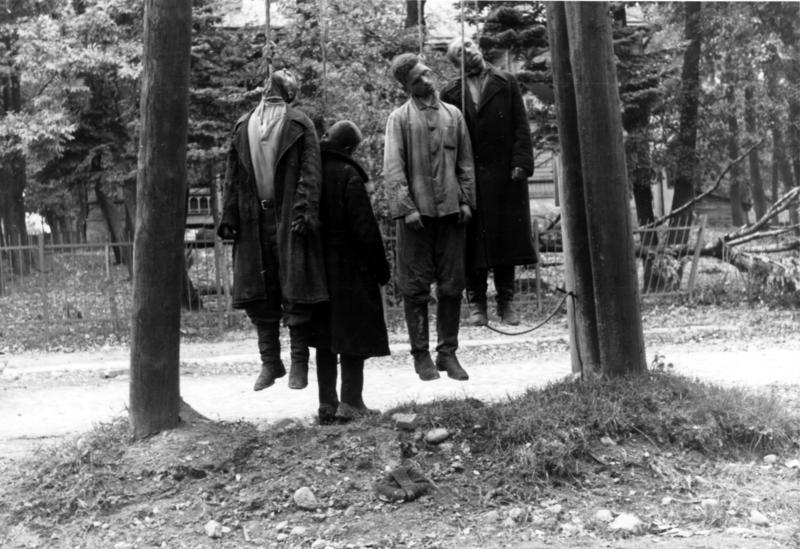
Sowieccy „bandyci” powieszenie przez Niemców

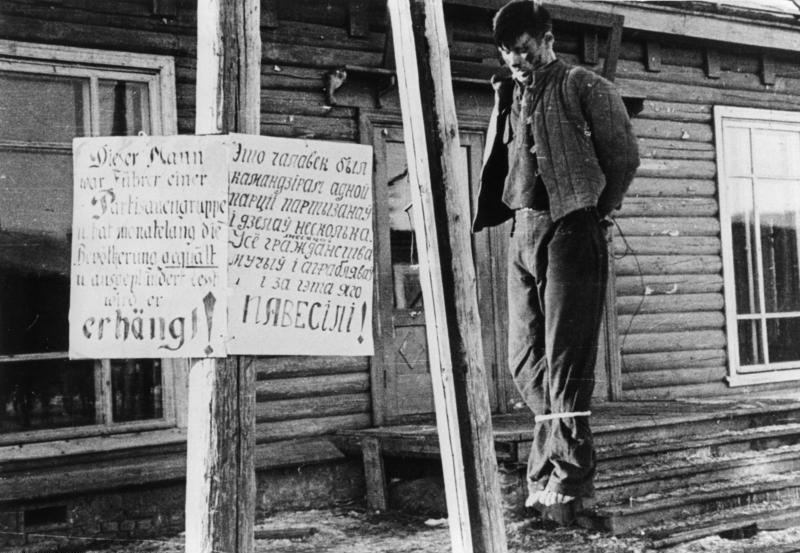
Domniemany partyzant powieszony przez siły niemieckie w Mińsku na Białorusi w 1942 roku. Na obwieszczeniu w języku niemieckim i białoruskim widnieje następujący napis: „Ten człowiek był przywódcą grupy partyzanckiej i miesiącami torturował ludność oraz plądrował, dlatego został powieszony!”

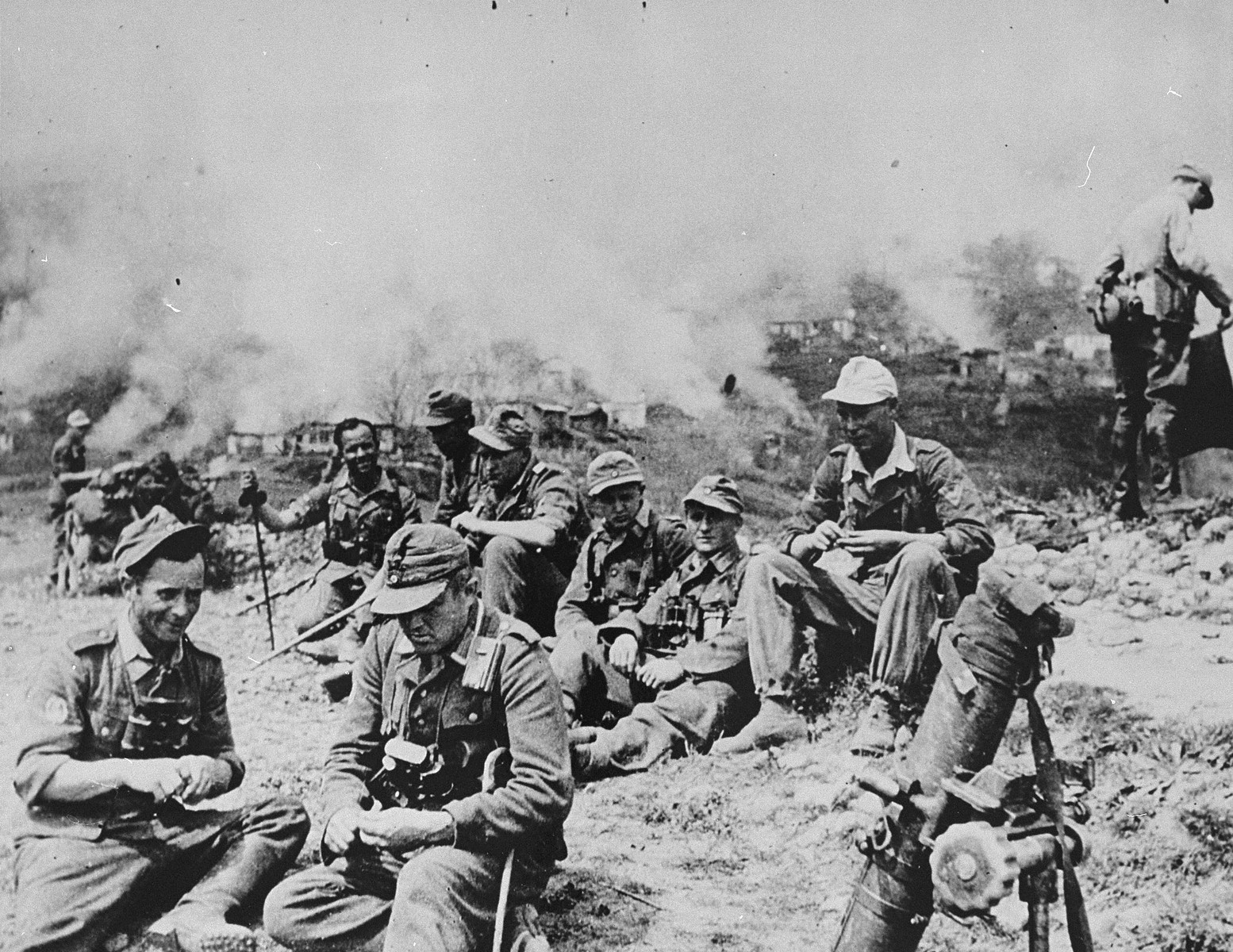
Odpoczynek niemieckich żołnierzy po zniszczeniu greckiej wsi

Bandenbekämpfung – niemiecka doktryna wojenna polegająca na przeciwdziałaniu ruchowi oporu lub powstaniu na tyłach w czasie wojny poprzez skrajną brutalność. Doktryna ta uzasadniała lekceważenie ustalonych praw wojennych i klasyfikowała jako „bandytów” lub „członków band” nie tylko uzbrojonych partyzantów, ale także ludność cywilną. 
Brytyjski historyk Alex J. Kay szacuje, że w wyniku niemieckich działań antypartyzanckich mogło zginąć około 1 miliona cywilów – z wyłączeniem faktycznych partyzantów – spośród 13–14 milionów osób zamordowanych przez nazistów podczas II wojny światowej.

## Tło
Zdaniem historyka i producenta filmów dokumentalnych Christophera Hale’a istnieją przesłanki wskazujące, że termin Bandenbekämpfung może sięgać czasów wojny trzydziestoletniej (1618–1648). W Cesarstwie Niemieckim utworzonym przez kanclerza i premiera Prus Bismarcka w 1871 roku po wojnie francusko-pruskiej rozkwitł pruski militaryzm; wprowadzono w życie tradycje wojskowe, które obejmowały doktrynę wojenną zawartą w dziele francuskiego generała Antoine-Henri Jominiego z 1837 roku. Niektóre teorie Jominiego zawierały instrukcje dotyczące intensywnych działań ofensywnych i konieczności zabezpieczenia swoich „linii działania”. Niemieccy oficerowie rozumieli, że oznacza to, że należy poświęcić tyle samo uwagi operacjom logistycznym używanym do prowadzenia wojny na tyłach, jak i na froncie, i z pewnością wiązało się to z operacjami bezpieczeństwa. Podążając za Jominim, pruski oficer Albert von Boguslawski opublikował wykłady zatytułowane Der Kleine Krieg, w których szczegółowo opisał procedury taktyczne związane z wojną partyzancką i antypartyzancką – prawdopodobnie napisane celowo bez wyraźnego rozróżnienia pomiędzy walczącymi i niewalczącymi. Nie wiadomo, w jakim stopniu przyczyniło się to do intensyfikacji bezpardonowej wojny, ale pruscy oficerowie, tacy jak Alfred von Schlieffen, zachęcali swoich żołnierzy do przyjęcia twierdzenia, że „na każdy problem istnieje rozwiązanie militarne”. Helmuth Karl Bernhard von Moltke, szef pruskiego Sztabu Generalnego, dodał branie zakładników jako środek odstraszający do działań dywersyjnych i stosowanie środków zbiorowych przeciwko całym społecznościom, co stało się podstawą niemieckiej polityki antypartyzanckiej od 1870 roku i trwało do roku 1945.

## II wojna światowa
Podczas II wojny światowej polityka niemieckich sił zbrojnych polegająca na powstrzymywaniu działań partyzanckich lub „bandyckich”, polegała na wywołaniu „takiego terroru wśród ludności, że straci ona wszelką wolę stawiania oporu”. Jeszcze przed rozpoczęciem nazistowskiej kampanii na Wschodzie Adolf Hitler zwolnił swoich żołnierzy i policjantów z wszelkiej odpowiedzialności za brutalność wobec ludności cywilnej, spodziewając się, że zabiją każdego, kto choćby „krzywo spojrzy” na Niemców. Duża część walk partyzanckich stała się przejawem antysemityzmu, ponieważ dowódcy wojskowi, tacy jak generał Bechtolsheim, twierdzili, że ilekroć doszło do aktu sabotażu i zabito Żydów z danej wioski, „można być pewnym, że zniszczono sprawców, a przynajmniej tych, którzy za nimi stali”.
Po niemiecko-radzieckiej inwazji na Polskę w 1939 roku i jej podbiciu, Niemcy zaczęli stosować „Bandenbekämpfung”. Oprócz jednostek przeznaczonych do walki z partyzantami, dodatkowe wsparcie zapewniały Gestapo, Kriminalpolizei, Sicherheitsdienst (SD) i Waffen-SS. Przeprowadzono szereg akcji pod dowództwem SS przeciwko tak zwanym „partyzantom” we Lwowie, Warszawie, Lublinie, Kowlu i innych miejscach w całej okupowanej Polsce.
Kiedy Wehrmacht wkroczył do Serbii w 1941 roku podczas kampanii bałkańskiej, przeprowadził masowe represje wobec rzekomych „partyzantów”, dokonując tam egzekucji Żydów. Dowódca odpowiedzialny za zwalczanie działań partyzanckich w 1941 roku, generał Franz Böhme, powtarzał siłom niemieckim, że „w Serbii podczas I wojny światowej przelały się rzeki niemieckiej krwi” i Wehrmacht powinien rozważyć wszelkie akty przemocy tam jako „pomszczenie tych śmierci”.
Przed inwazją na Związek Radziecki w ramach operacji Barbarossa Reichsführer-SS Heinrich Himmler i szef SD Reinhard Heydrich, a także szef Gestapo Heinrich Müller poinformowali dowódców Einsatzgruppen o ich odpowiedzialności za zabezpieczenie tylnych obszarów – używając eufemizmu „specjalne traktowanie” – przeciwko potencjalnym wrogom; dotyczyło to partyzantów i wszystkich osób uznanych przez nazistowskich funkcjonariuszy za zagrożenie. Kiedy Heydrich powtarzał tę dyrektywę jako rozkaz operacyjny (Einsatzbefehl), podkreślał, że chodziło tu także o funkcjonariuszy Kominternu, Żydów i każdą osobę zajmującą jakieś stanowisko w partii komunistycznej. Stanowiło to część wkładu SS w zapobieganie przestępczości na nowo podbitych terytoriach, utrzymanie porządku i zapewnienie sprawnego tworzenia miniaturowych nazistowskich rządów, składających się z funkcjonariuszy Głównego Urzędu Bezpieczeństwa Rzeszy. Począwszy od 22 czerwca 1941 roku czyli dnia inwazji, dowództwo 12. Dywizji Piechoty wydało rozkaz, aby bojownicy partyzanccy nie byli ewidencjonowani jako jeńcy wojenni, ale mieli być „skazani na miejscu przez oficera”, co oznacza, że mieli zostać rozstrzelani w trybie doraźnym. W tym celu naziści z radością przyjęli wojnę partyzancką, gdyż w zamyśle Hitlera takie okoliczności otwierały „możliwość unicestwienia wszelkiej opozycji”.
31 lipca 1941 roku dowództwo 16. Armii zostało poinformowane, że wszelkie „bataliony partyzanckie” utworzone za frontem, które nie są odpowiednio umundurowane i nie posiadają odpowiednich środków identyfikacyjnych, „należy traktować jak partyzantów, niezależnie od tego, czy są żołnierzami, czy nie”. W podobny sposób należało traktować cywilów udzielających jakiejkolwiek pomocy, co, jak twierdzi historyk Omer Bartov, „zawsze oznaczało tylko jedno: śmierć przez rozstrzelanie lub powieszenie”. Żołnierze 18. Dywizji Pancernej otrzymali podobne instrukcje 4 sierpnia 1941 roku. Prawie zawsze te ludobójcze działania były „kamuflowane” w raportach za pomocą zakodowanego sformalizowanego języka, używając terminów takich jak Aktion, Sonderbehandlung (specjalne postępowanie) lub Umsiedlung (przesiedlenie).
Od września 1941 roku, przez cały okres II wojny światowej, termin Bandenbekämpfung zastąpił Pitarianenkämpfung (działania przeciwpartyzanckie), stając się wiodącą zasadą działań wojennych w zakresie bezpieczeństwa i polityki okupacyjnej nazistowskich Niemiec; głównie w wyniku nalegań Himmlera, że ze względów psychologicznych preferowane jest słowo „bandyta”. Himmler nakazał 7 Ochotniczej Dywizji Górskiej SS „Prinz Eugen” wyraźne zajęcie się „buntami partyzanckimi”. Jednostki takie jak ukraińska 14 Dywizja Waffen SS-Galizien – którym również przydzielono zadanie rozprawiania się z partyzantami – składały się z zagranicznych rekrutów nadzorowanych przez doświadczonych niemieckich żołnierzy zwalczających „bandytów”, dobrze zaznajomionych z „masowymi morderstwami nieuzbrojonych cywilów”.
Stosując się do tych skrajnych środków, Naczelne Dowództwo Wehrmachtu wydało 13 września 1941 roku rozkaz, że „żołnierze rosyjscy, którzy zostali zaatakowani przez wojska niemieckie, a następnie zreorganizowali się za frontem, mają być traktowani jak partyzanci, czyli rozstrzelani. Decyzję kto należy do tej kategorii, pozostawia się dowódcom będącym na miejscu”. 23 października 1942 roku Himmler mianował generała SS Ericha von dem Bacha pełnomocnikiem do spraw zwalczania partyzantki w okupowanej Europie. Następnie Himmler przeniósł na Białoruś generała SS Curta von Gottberga, aby zapewnić prowadzenie Bandenbekämpfung na stałe, czego Gottberg dokonał z fanatyczną bezwzględnością, ogłaszając całą białoruską populację bandytami, Żydami, Romami, szpiegami lub sympatykami bandytów. Podczas pierwszych poważnych operacji Gottberga, operacji Norymberga i Hamburg, przeprowadzonych od listopada do grudnia 1942 roku, doniósł o 5000 zamordowanych Żydów, wyeliminowaniu kolejnych 5000 bandytów lub podejrzanych i spaleniu 30 wiosek.
Również w październiku 1942 roku – zaledwie kilka miesięcy przed wyczynami Gottberga – marszałek Rzeszy Hermann Göring zarządził „działania przeciw bandytom” w Rückwärtiges Heeresgebiet Mitte, po czym wkrótce 11 listopada 1942 roku wydano dyrektywę Naczelnego Dowództwa Wojsk Lądowych dotyczącą „działań przeciw bandytom na Wschodzie”, w którym uznano względy sentymentalne za „nieodpowiedzialne” i nakazano żołnierzom rozstrzeliwać, a najlepiej wieszać bandytów. Wątpliwości dowódców niemieckich grup armii na tyłach frontu, że takie operacje przynoszą efekt przeciwny do zamierzonego i są w złym guście, ponieważ mordowano także kobiety i dzieci, zostały zignorowane przez von dem Bacha, który często powoływał się na specjalne uprawnienia od Reichsführera-SS w tym zakresie. Pod koniec listopada 1942 roku na obszarze leśnym Lubonii zginęło czterdziestu jeden „polsko-żydowskich bandytów”, co obejmowało „represje” na okolicznych wioskach. Kolejna akcja podjęta w ramach działań przeciw bandytom miała miejsce pod Lublinem na początku listopada 1943 roku; pod nazwą Aktion Erntefest jednostki SS, policji i Waffen-SS dokonały łapanek i wymordowały 42 000 Żydów.
Z biegiem czasu Wehrmacht oswoił się do operacji przeciw bandytom na dużą skalę, ponieważ wojskowi zaczęli postrzegać całą ludność jako przestępczą i współwinną wszelkich operacji przeciwko wojskom niemieckim. Wielu dowódcom armii niemieckiej nie przeszkadzał fakt, że operacje te podlegały jurysdykcji SS. Historyk Jeff Rutherford twierdzi, że „podczas gdy Wehrmacht skupiał się na Armii Czerwonej, SD i inne formacje SS zwalczały wszelkie ruchy oporu na tyłach. W efekcie armia niemiecka chętnie wplątała się w nazistowską machinę zagłady i eksterminacji, współpracując z SS w systematycznym tłumieniu ruchów partyzanckich i innych form antyniemieckiego oporu”. W tym celu Einsatzgruppen, Ordnungspolizei, SS i siły wojskowe – w większości – współpracowały w walce z partyzantami („bandytami”), nie tylko pełniąc rolę sędziów, ławy przysięgłych i katów, ale także w plądrowaniu „terenów bandytów”; pustoszyli je, zagarniali plony i zwierzęta gospodarskie, zniewolili miejscową ludność lub ją mordowali. Działania przeciw bandytom charakteryzowały się „szczególnym okrucieństwem”. Na przykład radzieccy Żydzi byli mordowani na rozkaz Hitlera pod pretekstem, że byli partyzantami. Historyk Timothy Snyder twierdzi, że do drugiej połowy 1942 roku „niemieckie operacje antypartyzanckie były prawie nie do odróżnienia od masowych mordów na Żydach”. Inni historycy poczynili podobne obserwacje. Omer Bartov argumentował, że pod auspicjami zniszczenia swoich „tak zwanych wrogów politycznych i biologicznych”, często określanych jako „bandyci” lub „partyzanci”, naziści nie podejmowali żadnych wysiłków, aby „rozróżnić prawdziwych partyzantów, podejrzanych politycznych i Żydów”.
Według historyka Ericha Haberera mordercza polityka nazistów wobec Żydów nie dawała ofiarom dużego wyboru; zmuszeni do „łączenia się w małe grupy, aby przetrwać na obszarach zalesionych, skąd okresowo wychodzili, aby zdobyć pożywienie na pobliskich polach i wioskach, Niemcy stworzyli własny problem partyzancki, który ze swej natury był postrzegany jako bandytyzm”. Zazwyczaj te „bohaterskie akty oporu” przeciwko nazistowskim okupantom były często daremne, biorąc pod uwagę „beznadziejne szanse” powodzenia, chociaż Żydom w getcie warszawskim udało się stawiać opór przez prawie miesiąc, co „trwało dłużej niż opór niektórych armii narodowych”. Taka działalność „działała silnie przeciwko antysemickiemu stereotypowi że Żydzi nie będą walczyć”. Odpowiednio szacuje się, że 30 000 Żydów dołączyło do oddziałów partyzanckich na Białorusi i zachodniej Ukrainie, podczas gdy inne żydowskie grupy partyzanckie dołączyły do bojowników z Bułgarii, Grecji i Jugosławii, gdzie pomagali w wykolejaniu pociągów, niszczeniu mostów i przeprowadzaniu aktów dywersyjnych, które przyczyniły się do śmierci tysięcy żołnierzy niemieckich.
Gwałtowne operacje lepiej wyposażonych partyzantów przeciwko Grupie Armii „Środek” w 1943 roku nasiliły się do tego stopnia, że 221 Dywizja Bezpieczeństwa nie tylko wyeliminowała „bandytów”, ale wręcz zrujnowała całe regiony, w których działali. Należy wziąć pod uwagę skalę tego wysiłku, gdyż historyk Michael Burleigh podaje, że działania antypartyzanckie miały znaczący wpływ na działania niemieckie na Wschodzie; mianowicie, ponieważ spowodowały „powszechne zakłócenia gospodarcze, ograniczyły siłę roboczą, którą można było rozmieścić gdzie indziej, a poprzez zaszczepienie strachu i popychanie do zastosowania skrajnych środków zaradczych wbiły klin między okupantami a okupowanymi”.
Po wybuchu powstania warszawskiego w sierpniu 1944 roku naziści zintensyfikowali swoje działania antypartyzanckie w Polsce, podczas których siły niemieckie zastosowały swoją wersję taktyki antypartyzanckiej, rozstrzeliwując w Warszawie ponad 120 000 cywilów. Z ideologicznego punktu widzenia, ponieważ partyzanci stanowili bezpośrednie zagrożenie egzystencjalne w tym sensie, że byli utożsamiani z Żydami lub osobami znajdującymi się pod ich wpływem, systematyczne mordowanie wszystkich osób z nimi powiązanych było wyrazem rasowego antysemityzmu reżimu i było postrzegane przez członków Wehrmachtu jako „konieczność wojenna”. W dużej mierze nazistowski sposób myślenia o zabijaniu partyzanckich „wrogów” nie był jedynie doraźnym rozwiązaniem, ale stanowił działania wyprzedzające przeciwko „przyszłym” wrogom.
W Europie Zachodniej i Południowej realizacja operacji przeciw bandytom przebiegała nierównomiernie ze względu na stale ewoluujący zbiór zasad zaangażowania, sporów dowodzenia i kontroli na szczeblu lokalnym oraz złożoność polityki regionalnej w odniesieniu do celów reżimu wobec danego narodu.
Przez całą wojnę w Europie, a zwłaszcza podczas wojny niemiecko-sowieckiej w latach 1941–1945, doktryny te połączyły się z ludobójczymi planami reżimu nazistowskiego dotyczącymi rasowego przekształcenia Europy Wschodniej w celu zapewnienia Niemcom „przestrzeni życiowej” (Lebensraum). W ciągu pierwszych jedenastu miesięcy wojny ze Związkiem Radzieckim wojska niemieckie zlikwidowały ponad 80 000 rzekomych partyzantów. Wdrożony przez jednostki SS, Wehrmachtu i Ordnungspolizei Bandenbekämpfung stosowany przez reżim nazistowski i kierowany przez SS w całej okupowanej Europie doprowadził do masowych zbrodni przeciwko ludzkości i odegrał kluczową rolę w Holokauście.

## Dyrektywa 46
W lipcu 1942 roku Heinrich Himmler został wyznaczony do kierowania akcjami bezpieczeństwa na tyłach. Jednym z jego pierwszych działań na tym stanowisku był zakaz używania słowa „partyzant” do określenia powstańców. Hitler upierał się, że Himmler był „wyłącznie odpowiedzialny” za zwalczanie bandytów, z wyjątkiem okręgów znajdujących się pod administracją wojskową; takie okręgi znajdowały się pod władzą Wehrmachtu. Zmiany organizacyjne, postawienie na czele jednostek doświadczonych zabójców SS i język kryminalizujący opór, rzeczywisty lub wyimaginowany, zapowiadały przekształcenie działań zabezpieczających w masakry.
Radykalizacja działań „antybandyckich” zyskała dalszy impuls w Dyrektywie 46 autorstwa Hitlera z 18 sierpnia 1942 roku, w której cel działań wojennych w zakresie bezpieczeństwa został zdefiniowany jako „całkowita eksterminacja”. Dyrektywa wzywała siły bezpieczeństwa do działania z „całkowitą brutalnością”, zapewniając jednocześnie immunitet przed ściganiem za wszelkie czyny popełnione podczas „walki z bandytami”.
Dyrektywa wyznaczała SS jako organizację odpowiedzialną za działania wojenne na tyłach na terenach znajdujących się pod administracją cywilną. Na obszarach podlegających jurysdykcji wojskowej (Rückwärtiges Heeresgebiet Mitte) ogólną odpowiedzialność ponosiło Naczelne Dowództwo Wojsk Lądowych. Dyrektywa uznała całą populację terytoriów „bandyckich” (to jest kontrolowanych przez partyzantów) za bojowników wroga. W praktyce oznaczało to, że celem akcji bezpieczeństwa nie była pacyfikacja, ale całkowite zniszczenie i wyludnienie terytoriów „bandytów” i „zagrożonych przez bandytów”, przekształcając je w „martwe strefy” (Tote Zonen).